# Asen Karaslavov
Asen Karaslavov (Plovdiv, Bulgaria, 8 de junio de 1980), futbolista búlgaro. Juega de defensa y su actual equipo es el SpVgg Greuther Fürth de la 2. Bundesliga de Alemania.

## Selección nacional
Ha sido internacional con la Selección de fútbol de Bulgaria, ha jugado 10 partidos internacionales.

## Clubes
| Club                 | País     | Año       |
| -------------------- | -------- | --------- |
| PFC Botev Plovdiv    | Bulgaria | 1999-2001 |
| Slavia Sofia         | Bulgaria | 2001-2007 |
| SpVgg Greuther Fürth | Alemania | 2007-2012 |
| PFC Botev Plovdiv    | Bulgaria | 2012-2013 |